# ألكسندرا تروسوفا
ألكسندرا "ساشا" فياتشيسلافوفنا تروسوفا (الروسية: Александра Вячеславовна Трусова ؛ من مواليد 23 يونيو 2004) لاعبة تزلج 
على الجليد فني فردي روسية، تعتبر أفضل إنجازاتها في التزلج الفردي حصولها على الميدالية الفضية في الألعاب الأولمبية الشتوية 2022 في بكين منافس تحت شعار اللجنة الأولمبية الروسية، حاصلة على الميدالية البرونزية في بطولة العالم (2021). حاصلة على الميدالية البرونزية في بطولة أوروبا (2020)، حاصلة على الميدالية البرونزية في نهائيات الجائزة الكبرى (2019). حاصلة على الميدالية الفضية (2019) والميدالية البرونزية مرتين في بطولة روسيا (2020 و 2021). بطلة عالمي مرتين للناشئين (2018 ، 2019). حاصلة على الميدالية الذهبية (2017) والميدالية الفضية (2018) في نهائيات سباق الجائزة الكبرى للناشئين، بطلة سكيت كندا 2019 ، بطلة كأس روستيليكوم 2019 ، بطلة بطولة سلسة التحدي أندريه نيبيلا التذكاري لعام 2019 ، وحاصلة على الميدالية الوطنية الروسية ثلاث مرات (فضية 2019 ؛ برونزية 2020-21 ). 
حاصلة على لقب ماستير الدولية للرياضة في روسيا، اعتبارًا من 8 أغسطس 2021 اعتبارًا من أغسطس 2021 ، تعتبر ألكسندرا تروسوفا ثاني أعلى متزلجة فردي سيدات مرتبة في العالم من قبل الاتحاد الدولي للتزلج.

## روابط خارجية
- ألكسندرا تروسوفا في الاتحاد الدولي للتزلج